# Karl Slotta
Karl Heinrich Slotta (* 12. Mai 1895 in Breslau; † 17. Juli 1987 in Coral Gables) war ein deutsch-US-amerikanischer Biochemiker.

## Leben
Nach Ableistung des Wehrdienstes im Ersten Weltkrieg, in dem er schwer verwundet wurde (Granatensplitter im Gehirn), studierte Slotta Chemie an der Universität Breslau, wo er 1923 bei Heinrich Biltz promoviert wurde und mit dem Gynäkologen Ludwig Fraenkel zusammenarbeitete – 1927 heiratete er dessen Tochter Maja. In den 1920er Jahren entdeckte er die blutzuckersenkende Wirkung von Biguaniden (Metformin) mit seinem Studenten R. Tschesche. 1933 gelang ihm mit Heinrich Ruschig, seinem Doktoranden (er durfte seit 1927 Doktoranden betreuen), die Isolation von Progesteron, wie gleichzeitig mehreren anderen Gruppen. Das geschah auf Anregung von Fraenkel. 1934 schlug er auch die korrekte Strukturformel vor. Er wurde 1935 Professor, verließ aber im selben Jahr Deutschland um nationalsozialistischer Verfolgung zu entgehen (seine Frau war Jüdin). Er ging an das Instituto Butantan in São Paulo in Brasilien und arbeitete zunächst über Sexualhormone und die Chemie des Kaffees (man suchte in Brasilien nach neuen Anwendungsmöglichkeiten für den damaligen Kaffeeüberschuss), dann mit Schlangengiften (Isolierung von Crotoxin mit seinem Schwager Heinz Fraenkel-Conrat (1910–1999), als erstes Schlangentoxin in kristalliner Form) und deren medizinischen Anwendungen. Als seine Abteilung (Chemie und experimentelle Pharmakologie) im Institut 1938 aufgelöst wurde, gründete er eine Biopharma-Firma (Endochimica S.A.). 1956 wurde er Forschungsprofessor an der University of Miami. Dort isolierte er das Gift der Brillenschlange (Naja naja) und identifizierte es mit James Vick als Cardiotoxin.
Er entdeckte mit Klaus Neisser die Serini-Reaktion.
1961 wurde er US-Staatsbürger. 1965 wurde er Ehrendoktor der Universität Bonn. 1981 wurde er Ehrendoktor der Deutschen Endokrinologischen Gesellschaft.

## Schriften (Auswahl)
- mit R. Tschesche: Über Biguanide. II. Die Blutzuckersenkende Wirkung der Biguanide, Berichte der Deutschen Chemischen Gesellschaft, Band 62 B, 1929, S. 1396
- Grundriss der modernen Arzneistoff-Synthese, Stuttgart: Enke 1931.
- mit E. Fels, H. Ruschig: Die Reindarstellung der Hormone aus dem Corpus luteum, Klin. Wochenschr., Band 13, 1934, S. 1207–1208
- mit H. Fraenkel-Conrat: Crototoxin, Nature, Band 144, 1939, S. 290–291
- Zur Chemie der Schlangengifte, Experientia, Band 9, 1953, S. 81–88
- Chemistry and Biochemistry of Snake Venoms, Progr. Chem. Org. Nat. Prod., Band 12, 1955, S. 406
- The isolation of progesterone, Am. J. Obstet. Gynec., Band 121, 1975, S. 428